# 迈克猪笼草
迈克猪笼草（学名：Nepenthes mikei）是苏门答腊岛的潘丘卢保山和本达哈拉山（Mount Bandahara）特有的热带食虫植物。其上位笼和下位笼具有特征性的黑色斑点。下位笼的基部三分之一至四分之一为卵形，上部近似圆柱形；上位笼类似于下位笼。该物种与昂嘎桑猪笼草（N. angasanensis）和多巴猪笼草（N. tobaica）之间存在着密切的近缘关系。
其种加词“mikei”来源于其发现者及正式描述作者之一的迈克·霍普金斯（Mike Hopkins）。

## 植物学史
1989年9月，布鲁斯·萨蒙（Bruce Salmon）、迈克·霍普金斯和里基·毛德（Ricky Maulder）在苏门答腊岛潘丘卢保山发现了迈克猪笼草。在这次考察中，该团队还在潘丘卢保山上发现了另外两个在当时尚未被描述的类群——卵形猪笼草（N. ovata）和似刃猪笼草（N. xiphioides）。似刃猪笼草之后被认为是裸瓶猪笼草（N. gymnamphora）的一个同物异名。
由迈克·霍普金斯、里基·毛德和布鲁斯·萨蒙拍摄的迈克猪笼草彩色照片刊登于1990年的一期《食虫植物通讯》中。在当时，这些猪笼草仅被简单的鉴定为“Nepenthes sp. 'New Species'”。以下是他们的描述：
|  | 我们还在高海拔地区发现了一种我们从未见过的猪笼草。它与毛盖猪笼草、多巴猪笼草和小猪笼草很相似，但更坚硬、更厚实。捕虫笼常具有黑色的条纹和类似暗色猪笼草纹路。该物种的差异性很小，所有成年的植株都具有巨大的莲座状地面部分和攀援茎。茎可攀爬至7米的高处，上位笼的颜色和形状类似下位笼，但也具有上位笼和下位笼之间存在的一般性的差异。包括花梗在内，雄性花序长约20厘米。 |

在迈克猪笼草的正式描述发表之前，其在猪笼草爱好者之间被称为微小猪笼草（N. minutissima）。该名称从未被正式发表过，所以是一个裸名。
布鲁斯·萨蒙和里基·毛德所著的迈克猪笼草的正式描述刊登于1995年的一期《食虫植物通讯》上。编号为“B.Salmon & R.Maulder 221719”的标本被指定为模式标本，存放于新西兰奥克兰的奥克兰研究所及博物馆（AK）。该标本采集于1995年2月17日，来源于新西兰人工种植的植株，其由一个雌性花序、一个下位笼和一个莲座状植株组成。该种株最初于1989年采集于潘丘卢保山顶峰附近陡峭山脊上，其生长于潮湿的苔藓森林中，海拔约2000米。正式描述的作者描述其生长于“泥炭或高约5至6米的树上的苔藓中”。布鲁斯·萨蒙和里基·毛德还在潘丘卢保山相同海拔的地区采集了迈克猪笼草的第二份模式标本。其编号为“B.Salmon & R.Maulder 221718”，该标本由2个上位笼、2个下位笼和一段带捕虫笼的侧芽组成。也存放于奥克兰研究所及博物馆中。迈克猪笼草的其他标本与模式标本存在细微的差异。编号为“de Wilde & de Wilde-Duyfjes 13190”的标本的捕虫笼的笼蔓尾为叉状，而模式标本的笼蔓尾为丛状。该标本存放于爪哇茂物的茂物植物园植物标本馆中。
1997年，马修·杰布和马丁·奇克在其专著《猪笼草属（猪笼草科）的框架性修订》中，提供了一份迈克猪笼草的修订描述，但其中涵盖了与迈克猪笼草之间存在着近缘关系的物种，即在当时还未被描述的昂嘎桑猪笼草。布鲁斯·萨蒙和里基·毛德并不认同这个描述，从而在1999年恢复了他们原始描述并描述了昂嘎桑猪笼草。马修·杰布和马丁·奇克在其2001年的专著《猪笼草科》中将昂嘎桑猪笼草认定为是迈克猪笼草的一个同物异名，其写道“我们猜想其（昂嘎桑猪笼草）可能会被证明其与迈克猪笼草不是两个独立的物种，所以在这里将其视作为同物异名”。

## 形态特征

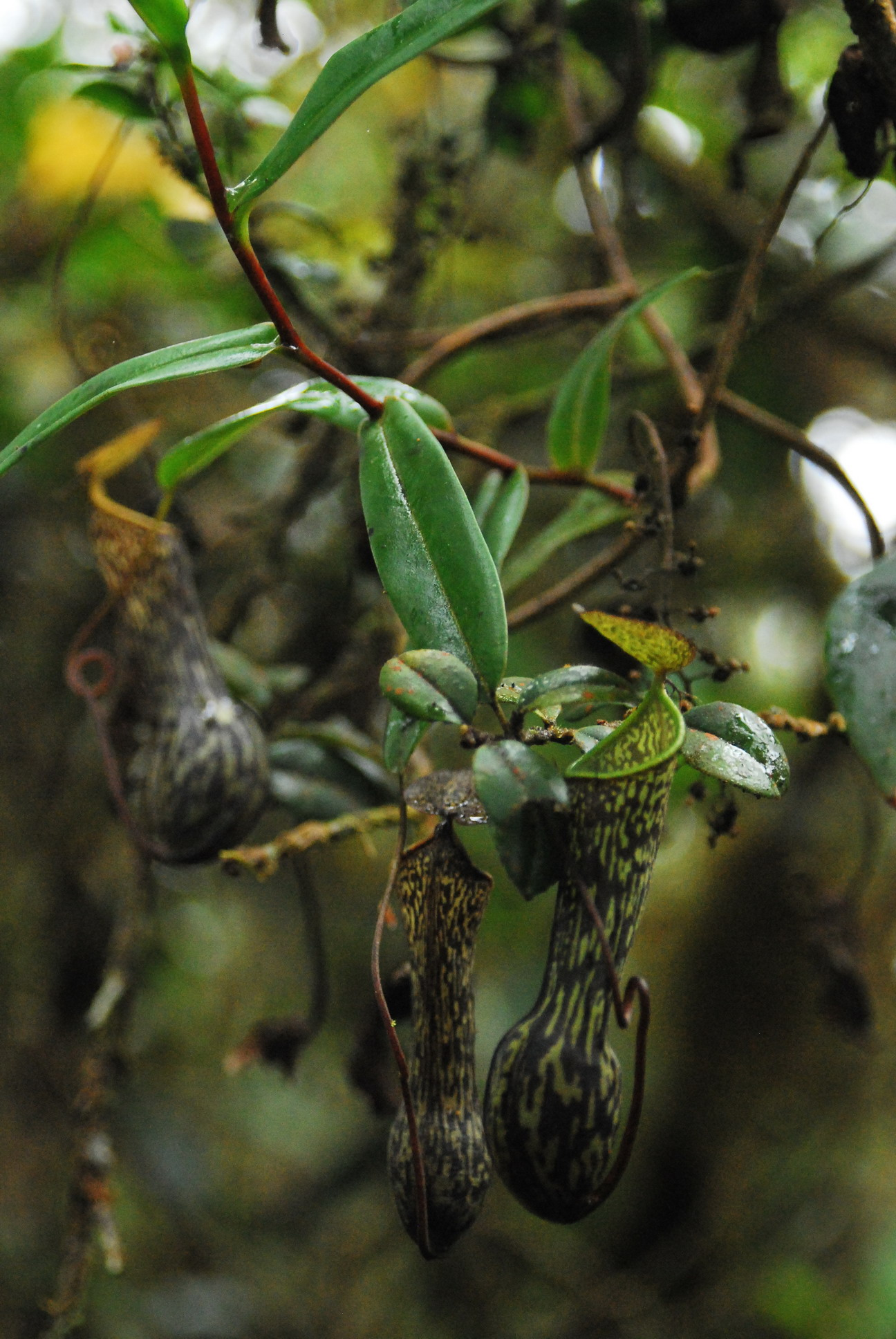
带上位笼的攀援茎，示叶片的形状

迈克猪笼草为藤本植物，其可攀爬至7米的高处。茎可分枝，直径可达0.4厘米，圆柱形至具棱角。节间距可长达9厘米。产自本达哈拉山的植株可从短地下根茎中发出侧芽。迈克猪笼草可迅速的从莲座状阶段过渡到攀援状阶段。
迈克猪笼草的叶片无柄，革质，呈线形，可长达10厘米，宽至2厘米。叶尖为急尖或钝尖，叶基急剧搜索，包住约茎部周长的二分之一。中脉的两侧各有1至2条纵脉，羽状脉呈不规则的网状。叶片的上表面通常为绿色，但若暴露在阳光下则会呈红色。笼蔓可长达15厘米。

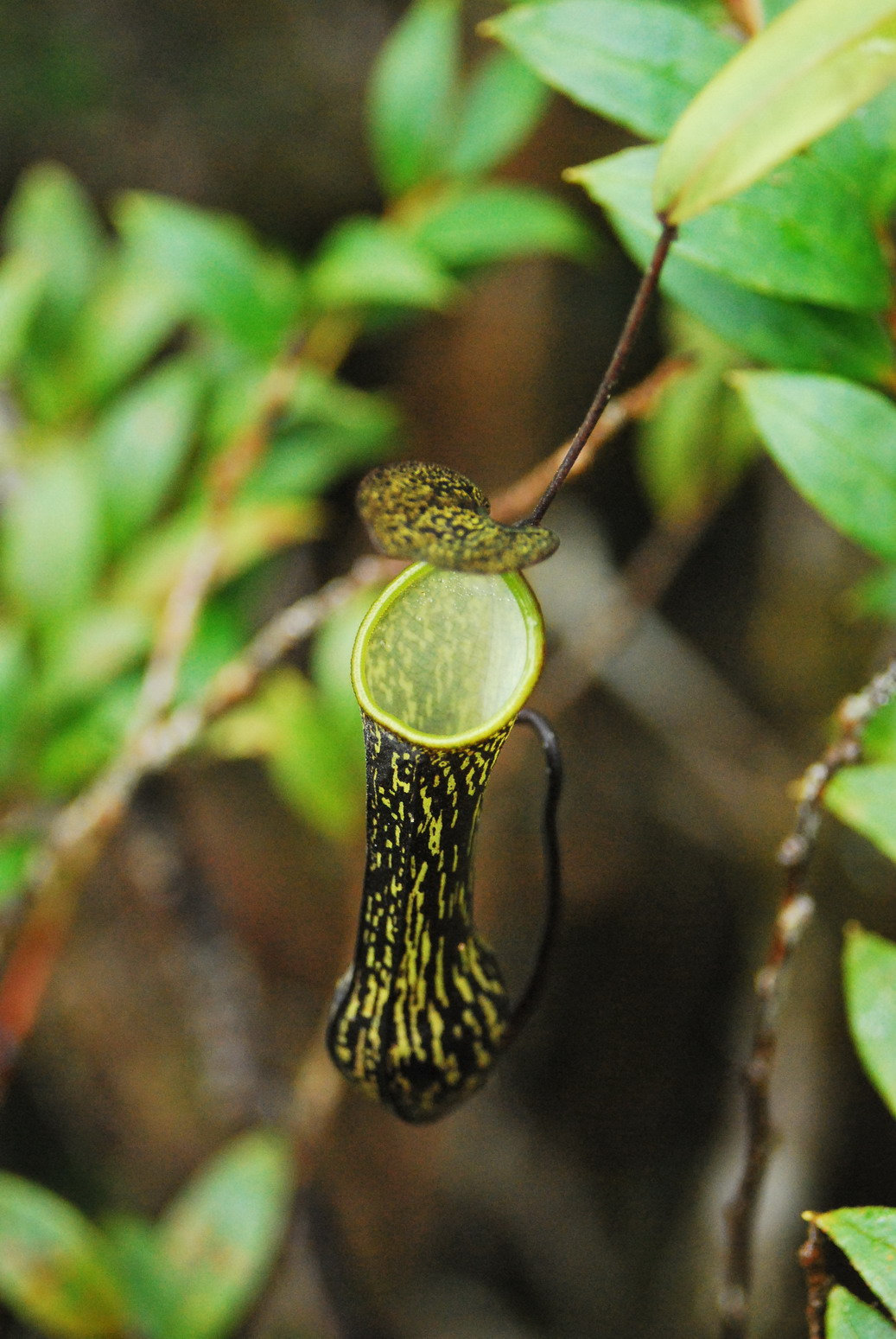
迈克猪笼草的上位笼

迈克猪笼草下位笼基部的三分之一至四分之一为卵形，上部近似圆柱形，接近笼口处呈漏斗形。其体型都较小，高仅可达12厘米，宽仅可达3厘米。腹面的笼翼可宽至4毫米，翼须可长达8毫米。部分下位笼的笼翼缩小为一对隆起。下位笼内表面的腺体区仅限于下位笼卵状的部分。腺体较小，直径为0.2至0.3毫米，密度为每平方厘米150至180个。蜡质区极其发达。靠近笼盖基部的内表面可能出现于眼点。唇为圆柱形，宽可达4毫米。唇肋高约0.1毫米，间距约0.2毫米，唇齿可长达0.4毫米。内缘部分约占截面表面总长度的51%。笼盖为卵形，基部呈心形。其可长达3厘米，宽至2.5厘米，无附属物。笼盖下表面均匀的分布着凸起的小蜜腺，直径为0.1至0.2毫米，密度为每平方厘米40个。笼盖基部后方的笼蔓尾为叉状或丛状，可多达12个分叉，其可长达7毫米。
迈克猪笼草上位笼基部的三分之一至五分之一为卵形，上部为圆柱形，唇下部呈漏斗形。其较下位笼更小，高仅可达8厘米，宽仅可为2厘米。笼翼通常缩小成为一对隆起。其他形态特征类似下位笼。
迈克猪笼草的花序为总状花序，其可长达18厘米，宽至1.8厘米。雌性总花梗可长达8厘米，宽至1毫米；雄性总花梗可长达3厘米。花序轴可长达8厘米。每个花梗带1朵花，其可长达6毫米，可能具小苞片。花被片为长圆形形至披针形，可长达4毫米。果荚可长达22毫米。
迈克猪笼草植株的大部分无毛被。其笼蔓和花序的部分通常具有白色或黄色的短毛被。其混合了简单的和星状的毛被。其捕虫笼和植株的其他部分具有早落的毛被。

## 生态关系

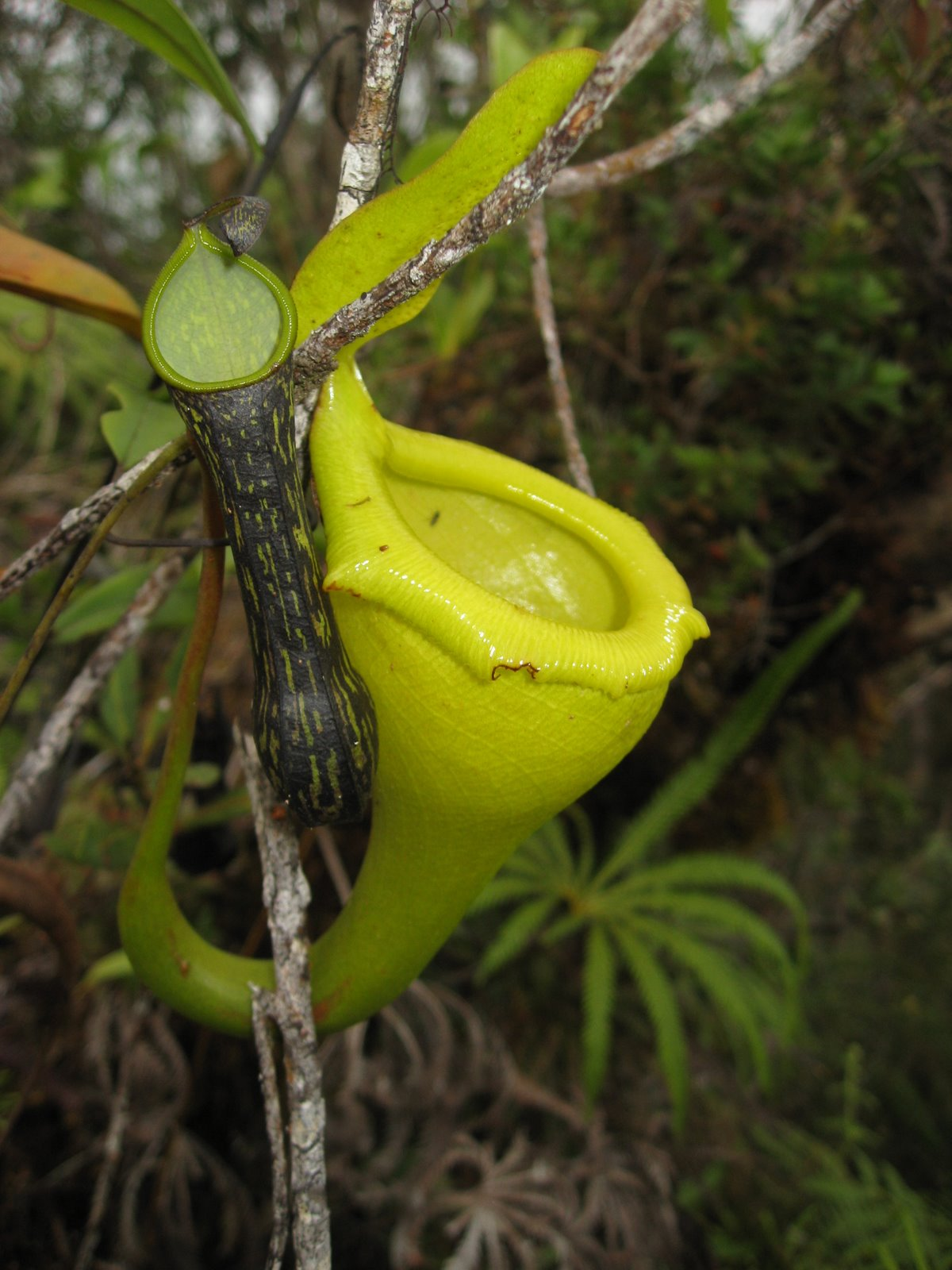
杏黄猪笼草及迈克猪笼草的上位笼

迈克猪笼草是印度尼西亚北苏门答腊省的潘丘卢保山和亚齐省的本达哈拉山特有的热带食虫植物。其出现于海拔1100至2800米的地区。
迈克猪笼草的模式产地为山顶灌木植被区，以及低地和高地山地苔藓森林。其通常陆生于开阔处，如山脊顶部和悬崖边等具阳光直射的地区。在潘丘卢保山可能很难找到迈克猪笼草，因为其与裸瓶猪笼草、卵形猪笼草和显目猪笼草（N. spectabilis）同域分布。在本达哈拉山，其生长于海拔2400米以上的地区，其与上位猪笼草（N. diatas）同域分布。已发现迈克猪笼草与这些猪笼草物种之间的自然杂交种。在其他由于保护的原因而未公布具体地点的地区，迈克猪笼草与杏黄猪笼草（N. flava）同域分布。
根据2000年的评估，迈克猪笼草已被列入《2006年世界自然保护联盟濒危物种红色名录》，保护状况为易危。2001年，查尔斯·克拉克就根据世界自然保护联盟的标准将迈克猪笼草非正式的列为易危物种。但查尔斯·卡拉克指出，由于迈克猪笼草的大部分种群因保护的原因未公布，所以其“在可预见的一段时间内不太可能成为濒危物种”。据此，他建议将其保护状况修订为依赖保育。迈克猪笼草正面临着原生地丧失和破坏，以及过度采集的威胁。

## 相关物种
迈克猪笼草与苏门答腊岛的昂嘎桑猪笼草和多巴猪笼草之间存在着最密切的近缘关系，其可能与这两者其中的一种为同一个物种。
在布鲁斯·萨蒙和里基·毛德关于迈克猪笼草的描述中指出了其与昂嘎桑猪笼草之间区别，但此已被认为是不可靠的。例如，其写道昂嘎桑猪笼草会从地下根茎发出侧芽，而迈克猪笼草不会；但已发现产自本达哈拉山的种群也具有这样的特征。还写道，昂嘎桑猪笼草无丛状的笼蔓尾，但实际上丛状的笼蔓尾会出现于其下位笼上。除开这些不可靠的差异外，这两个物种间只剩下了少量稳定的差异。首先，迈克猪笼草的唇齿较短，但这个差异不是主要的，两者的唇齿都很小型。其次，迈克猪笼草的花序具简单的苞片，而昂嘎桑猪笼草没有。最后，昂嘎桑猪笼草捕虫笼内表面腺体的密度更大。

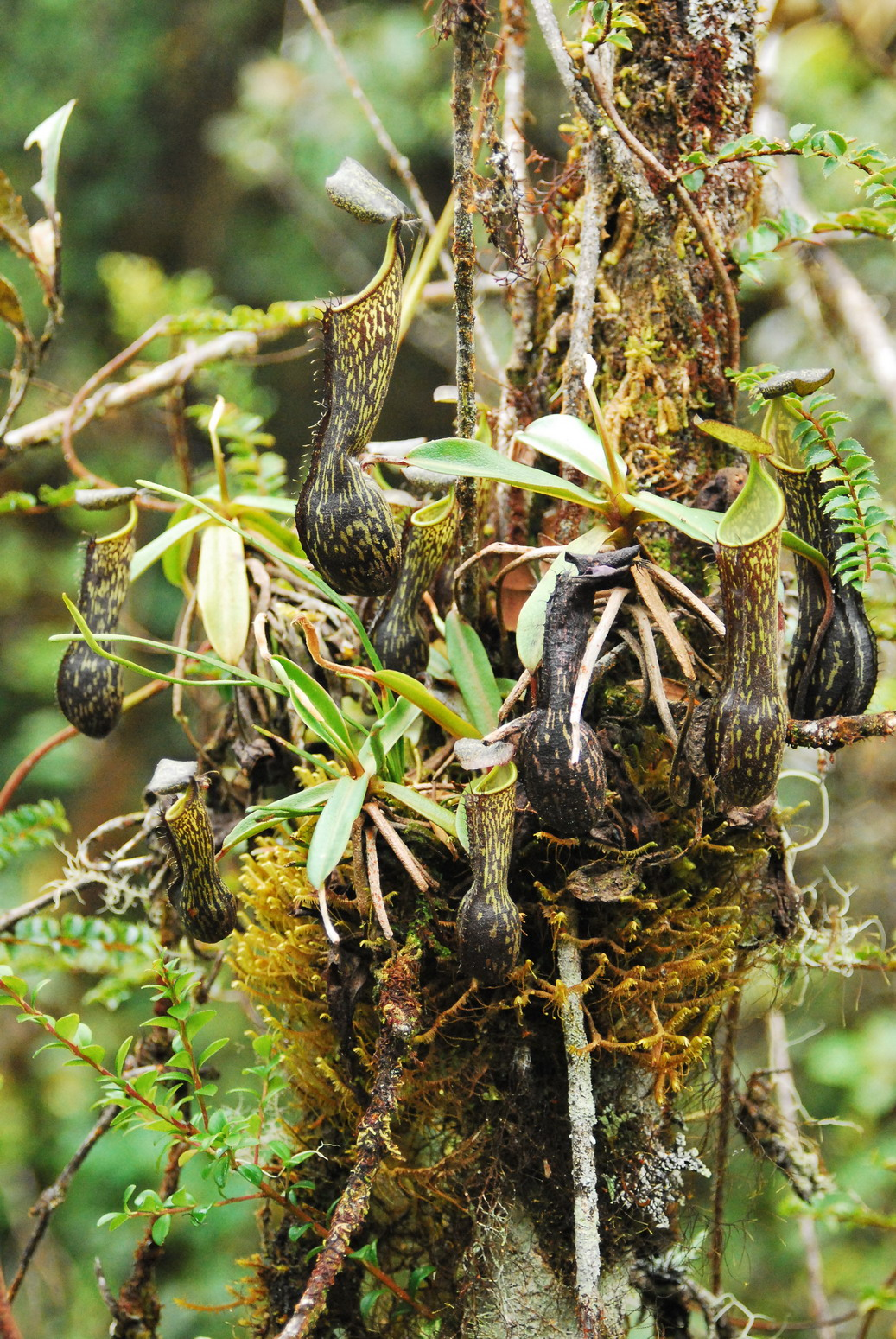
发自老茎的侧芽及其下位笼

因昂嘎桑猪笼草和迈克猪笼草所处的不同生态位，所以可更容易的将其区分开来。昂嘎桑猪笼草一般陆生或附生于阴暗的苔藓森林中，而迈克猪笼草通常陆生，且更喜欢强光环境。昂嘎桑猪笼草会出现较长的茎，常在叶腋处伸出分枝，但这些特征也可能出现于迈克猪笼草身上。
多巴猪笼草与迈克猪笼草在花序和营养组织方面存在着许多差异。迈克猪笼草的花序短，每个花梗具一朵花，而多巴猪笼草的具两朵花。此外，多巴猪笼草的捕虫笼无丛状的笼蔓尾和丰富的条纹。
布鲁斯·萨蒙和里基·毛德也将迈克猪笼草与宽叶猪笼草（N. adnata）和毛盖猪笼草进行了对比。安德烈亚斯·维斯图巴指出，迈克猪笼草在捕虫笼的形状上与真穗猪笼草（N. eustachya）很相似。
2001年，查尔斯·克拉克对来自苏门答腊岛和西马来西亚的猪笼草进行了分支系统学分析，共利用了70个形态特征。昂嘎桑猪笼草与迈克猪笼草的相关性达79%。以下为猪笼草进化树的“第6分支”。
|  | 小猪笼草   |
|  |            |
|  | 两眼猪笼草 |
|  |            |

|     | 多巴猪笼草                                                  |
|     |                                                             |
| 79% | \| \| 昂嘎桑猪笼草 \| \| \| \| \| \| 迈克猪笼草 \| \| \| \| |
|     | \| \| 昂嘎桑猪笼草 \| \| \| \| \| \| 迈克猪笼草 \| \| \| \| |
|     | 昂嘎桑猪笼草                                                |
|     |                                                             |
|     | 迈克猪笼草                                                  |
|     |                                                             |

|  | 昂嘎桑猪笼草 |
|  |              |
|  | 迈克猪笼草   |
|  |              |

|     | 多巴猪笼草                                                  |
|     |                                                             |
| 79% | \| \| 昂嘎桑猪笼草 \| \| \| \| \| \| 迈克猪笼草 \| \| \| \| |
|     | \| \| 昂嘎桑猪笼草 \| \| \| \| \| \| 迈克猪笼草 \| \| \| \| |
|     | 昂嘎桑猪笼草                                                |
|     |                                                             |
|     | 迈克猪笼草                                                  |
|     |                                                             |

|  | 昂嘎桑猪笼草 |
|  |              |
|  | 迈克猪笼草   |
|  |              |

|  | 小猪笼草   |
|  |            |
|  | 两眼猪笼草 |
|  |            |

|     | 多巴猪笼草                                                  |
|     |                                                             |
| 79% | \| \| 昂嘎桑猪笼草 \| \| \| \| \| \| 迈克猪笼草 \| \| \| \| |
|     | \| \| 昂嘎桑猪笼草 \| \| \| \| \| \| 迈克猪笼草 \| \| \| \| |
|     | 昂嘎桑猪笼草                                                |
|     |                                                             |
|     | 迈克猪笼草                                                  |
|     |                                                             |

|  | 昂嘎桑猪笼草 |
|  |              |
|  | 迈克猪笼草   |
|  |              |

|     | 多巴猪笼草                                                  |
|     |                                                             |
| 79% | \| \| 昂嘎桑猪笼草 \| \| \| \| \| \| 迈克猪笼草 \| \| \| \| |
|     | \| \| 昂嘎桑猪笼草 \| \| \| \| \| \| 迈克猪笼草 \| \| \| \| |
|     | 昂嘎桑猪笼草                                                |
|     |                                                             |
|     | 迈克猪笼草                                                  |
|     |                                                             |

|  | 昂嘎桑猪笼草 |
|  |              |
|  | 迈克猪笼草   |
|  |              |

查尔斯·克拉克认为“这些物种间的关系非常复杂，有些东西现在还难以解释。”

## 自然杂交种
已发现了4种关于迈克猪笼草的自然杂交种。

### 上位猪笼草与迈克猪笼草的自然杂交种
上位猪笼草仅存在于本达哈拉山，所以该自然杂交种也仅限于此。该自然杂交种常见于海拔2300至2700米，两者同域分布的地区。其首次报告于1998年。
该自然杂交种的形态类似于迈克猪笼草，其下位笼大多为黑色。不同之处在于其捕虫笼的基部更宽大。且植株的体型也更大，其茎、叶片和唇都宽于迈克猪笼草。
仅发现上位猪笼草与迈克猪笼草的自然杂交种出现于本达哈拉山山顶地区的森林边缘。

### 其他自然杂交种
还已被发现迈克猪笼草与裸瓶猪笼草、卵形猪笼草和显目猪笼草的自然杂交种。布鲁斯·萨蒙和里基·毛德于1995年报告了这三种自然杂交种。其中裸瓶猪笼草与迈克猪笼草的自然杂交种在1996年被非正式的命名为潘丘卢保山猪笼草（N. × Pangulubauensis）。

## 扩展阅读
- 食虫植物照片搜寻引擎中迈克猪笼草的照片 （页面存档备份，存于）

 维基共享资源上的相關多媒體資源：迈克猪笼草
 維基物種上的相關：迈克猪笼草